# 帕维尔·马斯拉克
帕维尔·马斯拉克（捷克語：Pavel Maslák，捷克語發音：[ˈpavɛl ˈmaslaːk]，1991年2月21日—）是一名专长于200米赛跑和400米赛跑的捷克短跑运动员。他曾获得2014年、2016年和2018年室内田径世锦赛男子400米冠军，成为历史上首位在室内世锦赛该项目获得三连冠的选手。